# Лобода доброго Генріха
Лобода доброго Генріха (Chenopodium bonus-henricus) — вид багаторічних трав'янистих рослин родини лободових.

## Морфологія

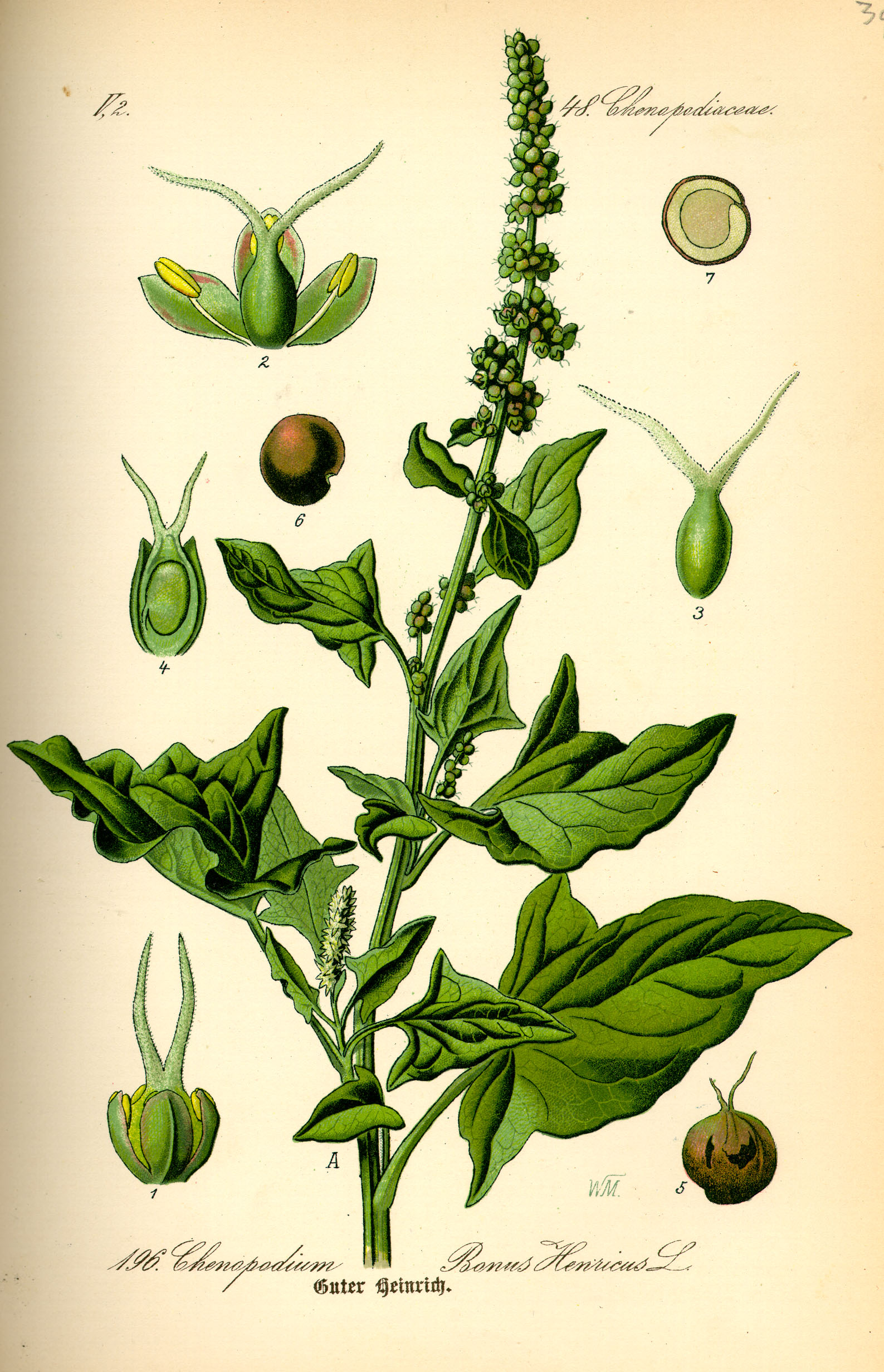
Ілюстрація з видання Отто Вільгельма Томе Томе «Flora von Deutschland, Österreich und der Schweiz» («Флора Німеччини, Австрії та Швейцарії») 1885 року

Стебло просте, з небагатьма гілками, до 70 см заввишки. Листки нижні та середні — великі, трикутно-списоподібні, довгочерешкові, цілокраї, хвилясті.
Квітки двостатеві, п'ятичленні, зібрані в густе колосоподібно-волотисте суцвіття. Цвіте у липні — серпні. Плід — однонасінний горішок з тонким плівчастим оплоднем.
Росте на засмічених місцях, у садах і на городах.

## Поширення
- Європа
  - Північна Європа: Норвегія; Швеція
  - Середня Європа: Австрія; Чехія; Німеччина; Угорщина; Польща; Словаччина; Швейцарія
  - Східна Європа: Білорусь; Естонія; Латвія; Литва; Російська Федерація — Європейська частина Росії; Україна
  - Південно-Східна Європа: Албанія; Боснія і Герцеговина; Болгарія; Хорватія; Греція; Італія [вкл. Сицилія]; Північна Македонія; Чорногорія; Румунія; Сербія; Словенія
  - Південно-Західна Європа: Франція [вкл. Корсика]; Іспанія.

Натуралізована в регіонах з помірним кліматом.

### Поширення в Україні
Лобода доброго Генріха трапляється на забур'янених місцях, у садах і на городах у західних районах України.

## Застосування
Для виготовлення лікарських препаратів заготовляють траву і коріння. Траву під час цвітіння, коріння — після цвітіння.
Трава лободи доброго Генріха містить сапонін (хеноподин), фенолкарбонові кислоти, флавоноїд (кемпферол), вітаміни, мінеральні речовини.
Галенові препарати лободи мають протизапальні, протипухлинні, болетамувальні, антипаразитарні, протимікробні властивості.
Застосовують при аскаридозі, запорах, добро- і злоякісних пухлинах (свіжий сік). Місцево — при ревматизмі, подагрі, дерматиті, лишаї, корості, виразках і ранах.
Внутрішньо — настій трави (1 ст ложка сухої сировини на 200 мл окропу, настоювати 1 год) приймати по 1 ст ложці тричі на день до їди. Свіжий сік трави по 1 ст ложці 4 рази на день до їди. Зовнішньо — настоєм трави лободи (3 ст ложки сировини заливають 200 мл окропу) змочують тампони і прикладають до болючих місць, суглобів.

## Систематика
Деякі сучасні систематики відносять цей вид до роду Chenopodium і вказують прийнятою назвою Chenopodium bonus-henricus L., а Blitum bonus-henricus (L.) C.A.Mey вказують як синонім, в той же час, інші відносять його до роду Blitum і вказують прийнятою назвою Blitum bonus-henricus, а Chenopodium bonus-henricus — синонімом.